# Franz Wilhelm Neger
Franz Wilhelm Neger, född 2 juni 1868 i Nürnberg, död 6 maj 1923 i Dresden, var en tysk botaniker. 
Neger vistades 1894–1897 i Concepción i Chile som lärare vid tyska högskolan där och blev 1899 kustos vid det botaniska museet i München, 1902 professor i botanik vid Forstakademien i Eisenach samt 1905 professor vid Forstakademien i Tharandt och föreståndare för dess botaniska trädgård. Han författade en del arbeten över Chiles flora och växtgeografi samt en rad skrifter av mykologiskt, ekologiskt, fysiologiskt och forstbotaniskt innehåll.
Auktorsnamnet Neger kan användas för Franz Wilhelm Neger i samband med ett vetenskapligt namn inom botaniken; se Wikipediaartiklar som länkar till auktorsnamnet.